# 카를 브률로프
카를 파블로비치 브률로프(러시아어: Карл Па́влович Брюлло́в, 1799년 12월 12일 ~ 1852년 6월 11일)는 러시아의 화가이다. 19세기 전반 러시아의 아카데미즘을 대표하는 거장이며, 러시아의 신고전주의에서 낭만주의에 걸친 과도기의 핵심 인물 중 한 명이다. 국제적인 명성을 얻은 러시아 최초의 화가로, 친구들로부터 '위대한 카를'이라고 불리었다.

## 생애
1799년 12월 12일 러시아 상트페테르부르크의 한 예술가 집안에서 태어났으며, 아버지는 위그노 교도 출신의 프랑스 조각가 폴 브륄로 (Paul Bruleau)이다.
5세 때부터 아버지의 지도 아래 그림 등 예술 교육을 받기 시작했고, 9세 때인 1809년 제국 예술원에 합격하여 1821년 우수한 성적으로 졸업하였다. 이후 1823년부터 1835년까지 러시아를 떠나 이탈리아 로마에서 수학하면서 역사화가로 활동하며 명성을 얻었으며, 1835년에 상트페테르부르크로 돌아와 1836년부터 1836년부터 제국 예술원의 교사로 재직하며 신고전주의적 간소함과 낭만주의적 풍조가 어우러진 스타일을 확립하였다. 그 뒤 성 이사악 대성당의 천장화를 그리던 도중 갑작스럽게 건강이 악화되어 1849년 러시아를 떠나 마데이라 제도에서 거주했으며, 1850년 이탈리아로 이주해 3년간 지내다 1852년 6월 11일 로마 인근의 만치아나에서 세상을 떠났다.

## 작품

《폼페이 최후의 날》, 1830년 ~ 1833년

브률로프 가장 유명한 작품은 1830년에서 1833년 사이에 그려진 《폼페이 최후의 날》으로, 알렉산드르 푸시킨과 니콜라이 고골은 이 작품을 매우 높이 평가하며 페테르 파울 루벤스나 안토니 반 다이크의 걸작과 비교하였다.
작품의 주제는 후기 러시아 낭만주의 색채로 가득 차 있으며, 역사적 사건을 그리면서도 각 인물의 내면 감정 세계와 복잡한 심리 묘사를 표현하는 데 주력하였다.